# Campionato mondiale femminile di pallacanestro 1975
La VII edizione del Campionato mondiale di pallacanestro femminile si disputò in Colombia dal 23 settembre al 4 ottobre 1975.

## Sedi delle partite
| Città       | Impianto                   |
| ----------- | -------------------------- |
| Cali        | Coliseo El Pueblo          |
| Bogotà      | Coliseo Cubierto El Campín |
| Bucaramanga |                            |

## Squadre partecipanti
| Gruppo A - Unione Sovietica - Messico - Ungheria - Canada | Gruppo B - Italia - Corea del Sud - Brasile - Senegal | Gruppo C - Giappone - Cecoslovacchia - Stati Uniti - Australia |

- Colombia ammessa direttamente alla seconda fase

## Risultati

### Turno preliminare

#### Girone A
| Squadra          | G | V | P | PF  | PS  | DP   | P.ti |
| ---------------- | - | - | - | --- | --- | ---- | ---- |
| Unione Sovietica | 3 | 3 | 0 | 285 | 136 | +139 | 6    |
| Messico          | 3 | 2 | 1 | 161 | 166 | -5   | 5    |
| Ungheria         | 3 | 1 | 2 | 182 | 235 | -52  | 4    |
| Canada           | 3 | 0 | 3 | 160 | 241 | −81  | 3    |

#### Girone B
| Squadra       | G | V | P | PF  | PS  | DP   | P.ti |
| ------------- | - | - | - | --- | --- | ---- | ---- |
| Italia        | 3 | 3 | 0 | 207 | 133 | +74  | 6    |
| Corea del Sud | 3 | 2 | 1 | 239 | 156 | +83  | 5    |
| Brasile       | 3 | 1 | 2 | 208 | 208 | 0    | 4    |
| Senegal       | 3 | 0 | 3 | 96  | 253 | -157 | 3    |

#### Girone C
| Squadra        | G | V | P | PF  | PS  | DP  | P.ti |
| -------------- | - | - | - | --- | --- | --- | ---- |
| Giappone       | 3 | 2 | 1 | 203 | 191 | +8  | 6    |
| Cecoslovacchia | 3 | 2 | 1 | 186 | 177 | +9  | 5    |
| Stati Uniti    | 3 | 1 | 2 | 201 | 191 | +10 | 4    |
| Australia      | 3 | 1 | 2 | 156 | 187 | −31 | 3    |

### Fase finale

#### Primo-Settimo posto
| Squadra          | P.ti | G | V | P | PF  | PS  | DP   |
| ---------------- | ---- | - | - | - | --- | --- | ---- |
| Unione Sovietica | 12   | 6 | 6 | 0 | 509 | 317 | +191 |
| Giappone         | 11   | 6 | 5 | 1 | 461 | 369 | +92  |
| Cecoslovacchia   | 10   | 6 | 4 | 2 | 379 | 328 | +51  |
| Italia           | 9    | 6 | 3 | 3 | 341 | 365 | -24  |
| Corea del Sud    | 8    | 6 | 2 | 4 | 433 | 459 | -36  |
| Messico          | 7    | 6 | 1 | 5 | 349 | 422 | -73  |
| Colombia         | 6    | 6 | 0 | 6 | 343 | 535 | -192 |

#### Ottavo-Tredicesimo posto
| Squadra     | G | V | P | PF  | PS  | DP   | P.ti |
| ----------- | - | - | - | --- | --- | ---- | ---- |
| Stati Uniti | 5 | 4 | 1 | 404 | 286 | +118 | 9    |
| Ungheria    | 5 | 3 | 2 | 349 | 280 | +69  | 8    |
| Australia   | 5 | 3 | 2 | 354 | 301 | +53  | 8    |
| Canada      | 5 | 3 | 2 | 361 | 336 | +25  | 8    |
| Brasile     | 5 | 2 | 3 | 368 | 393 | −25  | 7    |
| Senegal     | 5 | 0 | 5 | 164 | 404 | −240 | 5    |

## Classifica finale
| Campione del Mondo | Campione del Mondo | Campione del Mondo |
| --- | ------------------ | --- |
| Unione Sovietica4 Rupšienė, 5 Ovčinnikova, 6 Kurv'jakova, 7 Baryševa, 8 Ovečkina, 9 Šuvaeva, 10 Semënova, 11 N. Zacharova, 12 Ferjabnikova, 13 Sucharnova, 14 T. Zacharova, 15 Klimova, All. Lidija Alekseeva |                    | |
| Argento | Giappone           | Giappone4 Hayashida, 5 Furuno, 6 Aonuma, 7 Ōtsuka, 8 Namai, 9 Miyamoto, 10 Hashimoto, 11 Yamamoto, 12 Kadoya, 13 Satake, 14 Wakitashiro, 15 Fukui, All. Masatoshi Ozaki                             |
| Bronzo | Cecoslovacchia     | Cecoslovacchia4 E. Vrbková, 5 Ptáčková, 6 Davidová, 7 Chmelíková, 8 Babková, 9 Kolínská, 10 Polláková, 11 Nechvátalová, 12 V. Vrbková, 13 Jirásková, 14 Jarošová, 15 Jindrová, All. Jindřích Drásal |
| 4. | Italia             | Italia4 Battistella, 5 Apostoli, 6 Gorlin, 7 Bozzolo, 8 Peri, 9 Sandon, 10 Rossi, 11 Bocchi, 12 Guzzonato, 13 Cattelan, 14 Piancastelli, 15 Fasso, All. Gianfranco Benvenuti                        |
| 5. | Corea del Sud      | Corea del Sud4 Lee O., 5 Jeon, 6 Kim Y., 7 Won, 8 Sin, 9 Jo G., 10 Kim E., 11 Kang, 12 Jo Y., 13 Park C., 14 Park S., 15 Lee Y., All. Lee Gyeong-jae                                                |
| 6. | Messico            | Messico4 Betancourt, 5 Alcaraz, 6 Nava, 7 González, 8 S. Morfín, 9 G. Morfín, 10 Arteaga, 11 Ramírez, 12 Cuevas, 13 Saavedra, 14 Calleja, 15 Reséndiz, All. Constancio Córdoba                      |
| 7. | Colombia           | Colombia4 León, 5 Duarte, 6 Torres, 7 Nieto, 8 Vásquez, 9 Martí, 10 Moreno, 11 Velandia, 12 Gómez, 13 Urdanivia, 14 Astorquiza, 15 Pizarro, All. Alfredo Antolínez                                  |
| 8. | Stati Uniti        | Stati Uniti4 Meyers, 5 Dunkle, 6 Lewis, 7 Harris, 8 Rojcewicz, 9 Bush, 10 Lieberman, 11 Easterling, 12 O'Connor, 13 Rapp, 14 Head, 15 Simpson, All. Cathy Rush                                      |
| 9. | Ungheria           | Ungheria4 Gulyás, 5 Kárász, 6 E. Horváth, 7 Z. Horváth, 8 Szentesi, 9 Rátvay, 10 Szuchy, 11 Szabics, 12 Winter, 13 Rajki, 14 Jacsó, 15 Koroknai, All. László Killik                                 |
| 10. | Australia          | Australia4 Bennie, 5 Bowman, 6 Wilson, 7 Blicavs, 8 Graham, 9 Misiewicz, 10 Harcus, 11 Tomlinson, 12 Maar, 13 Cheesman, 14 Gross, 15 Hammond, All. Jim Madigan                                      |
| 11. | Canada             | Canada4 Douthwright, 5 Sargent, 6 Hobin, 7 Critelli, 8 Bland, 9 Dufresne, 10 Strike, 12 Turney, 13 Tatham, 14 Johnson, 15 Barnes, All. Brian Heaney                                                 |
| 12. | Brasile            | Brasile4 Laís Elena, 5 Thelma, 6 Odila, 7 Cristina, 8 Nilza, 9 Arilza, 10 Norminha, 11 Maria Tereza, 12 Vânia, 13 Suzete, 14 Delcy, 15 Regina, All. Waldir Pagan                                    |
| 13. | Senegal            | Senegal4 Diouf, 5 Bâ, 6 A. Guèye, 7 Dior, 8 C. Dia, 9 Coulibaly, 10 Lopez, 11 Pouye, 12 A.B. Guèye, 13 Lopes Ndaye, 14 Diagne, 15 A. Dia, All. Bonaventure Carvalho                                 |